# Chlosyne reversa
Chlosyne reversa är en fjärilsart som beskrevs av Ralph L. Chermock 1940. Chlosyne reversa ingår i släktet Chlosyne och familjen praktfjärilar. Inga underarter finns listade i Catalogue of Life.